# Pedieosz
A Pedieosz (görögül: Πεδιαίος, törökül: Kanlıdere) Ciprus leghosszabb folyója. 

## Elhelyezkedése
A folyó a Tróodosz-hegységben ered és északkeleti irányba haladva éri el a fővárost, Nicosiát. Innen kelet felé a Mezaoria-síkságon halad keresztül. Körülbelül 96 kilométeres út megtétele után Famagusta közelében, az ókori Szalamisznál ömlik a Földközi-tengerbe. A folyó nem hajózható, vízhozama kicsi.

## Épített környezete
Nicosia környékén kiépített gyalogút és bicikliút övezi. A Pedieoszon két duzzasztógát üzemel.